# Epidendrum gastropodium
Epidendrum gastropodium är en orkidéart som beskrevs av Heinrich Gustav Reichenbach. Epidendrum gastropodium ingår i släktet Epidendrum och familjen orkidéer. Inga underarter finns listade i Catalogue of Life.